# Erwin Harz
Erwin Harz (* 7. Mai 1934; † 11. Juli 2017 in Wernigerode) war ein deutscher Musikpädagoge und Kommunalpolitiker der Sozialdemokratischen Partei Deutschlands.

## Leben
Der Musiklehrer Erwin Harz gehört zu den ersten Mitgliedern der 1990 in der DDR wiedergegründeten SPD und wurde im gleichen Jahr in den Kreistag von Wernigerode gewählt, wo er 1. Vorsitzender der SPD-Fraktion wurde. Im Juli 1990 wurde er Dezernent für Kultur, Bildung und Sport im Landkreis Wernigerode. Mehrere Jahre bis Ende Mai 1999 war er Stellvertreter des Landrates des Landkreises Wernigerode. Kurz vor Erreichen des beruflichen Ruhestandes wurde Erwin Harz, der selbst Tennis spielt, am 24. November 1998 zum Vorsitzenden des KreisSportBundes e.V. gewählt. Dieser Verein umfasste damals 142 Sportvereine mit knapp 15.000 Mitgliedern. Gleichzeitig war er Chef des Jazzclubs Wernigerode. Bei den folgenden Kommunalwahlen bis 2009 wurde er in den Stadtrat von Wernigerode sowie in den Kreistag des Landkreises Harz gewählt.

## Ehrungen
- 1982 Kunst-/Kulturpreis der Stadt Wernigerode